# Torii Tadateru
Torii Tadateru (鳥居 忠英, , 1665 - 12 de maio de 1716), foi um Daimyō que viveu no Período Edo da História do Japão,  que governou os Domínios de Shimomura, Minakuchi e Mibu  .
| Precedido por Torii Tadanori | Líder do Clã Torii 1689-1716  | Sucedido por Torii Tadaakira |
| Precedido por ninguém        | Daimyō de Shimamura 1689-1695 | Sucedido por ninguém         |
| Precedido por Katō Akihide   | Daimyō de Minakuchi 1695-1712 | Sucedido por Katō Yoshinori  |
| Precedido por Katō Yoshinori | Daimyō de Mibu 1712-1716      | Sucedido por Torii Tadaakira |